# Ilya Davidenok
Ilya Davidenok, né le 19 avril 1992 à Almaty, est un coureur cycliste kazakh.

## Biographie
Le 27 août 2014, il est contrôlé positif aux stéroïdes anabolisants lors du Tour de l'Avenir. Il est provisoirement suspendu par l'UCI. Davidenok qui est passé stagiaire au sein de la formation Astana, est retiré de l'équipe, puis suspendu par la suite pour deux ans jusqu'au 15 octobre 2016, et ses résultats sont annulés à partir du Tour du lac Qinghai.
Il est  nouveau contrôlé positif à l'EPO le 17 novembre 2019 et est provisoirement suspendu. En décembre 2021, il est exclu pour huit ans, jusqu'en avril 2028.

## Palmarès sur route
- 2011
  - 2ea étape de la Vuelta a la Independencia Nacional
- 2014
  -  Champion du Kazakhstan sur route
  - Tour du lac Qinghai :
    - Classement général
    - 10e étape

  - 4e étape du Tour de l'Avenir
  - 8e du championnat du monde sur route espoirs
- 2017
  - 2e du Tour d'Iran - Azerbaïdjan
- 2018
  - Tour de Fuzhou
- 2019
  - 1re étape du Tour de Fuzhou
  - 2e du Tour de Fuzhou

## Classements mondiaux
| Année                                 | 2011 | 2012 | 2013 | 2014 | 2015 | 2016 | 2017 | 2018  | 2019 | 2020 |
| ------------------------------------- | ---- | ---- | ---- | ---- | ---- | ---- | ---- | ----- | ---- | ---- |
| Classement mondial                    |      |      |      |      |      | nc   | 380e | 1092e | 569e | 340e |
| UCI Europe Tour                       | nc   | nc   | 534e | 543e | nc   | nc   | nc   | nc    |      |      |
| UCI Asia Tour                         | nc   | 209e | 255e | 5e   | nc   | nc   | 21e  | 149e  | 22e  | 8e   |
| UCI America Tour                      | 275e | nc   | nc   | nc   | nc   | nc   | nc   | nc    |      |      |
|                                       |      |      |      |      |      |      |      |       |      |      |
| Légende : nc = non classéSource : UCI |      |      |      |      |      |      |      |       |      |      |